# Zazari
Il lago Zazari (greco: Ζάζαρη) si trova in Grecia nella Macedonia Occidentale, nella prefettura di Florina.

## Geografia
Il lago si trova in una zona pianeggiante dell'Eordia meridionale completamente circondata da montagne e colline calcaree: i monti Voras a nord-est, i monti Vermio a est e i monti Verno a ovest.
Il lago ha una superficie di circa 1,8 km² ed una profondità massima di tre metri.
Il lago è alimentato dal fiume Sklithro che scende dai monti Verno. Un canale lo collega con il vicino lago Cheimaditida a valle.
Sulla riva orientale del lago si trova il piccolo villaggio di Limnochori. Poco distante a nord-ovest, sulle pendici meridionali dei monte Verno si trova il villaggio caratteristico di Nymfaio.
Le città più vicine sono:
- Aetos a circa 3 km a nord;
- Amyntaio a circa 10 km a nord-est;
- Ptolemaida a circa 20 km a sud-est.

Il lago Zazari con il vicino lago Cheimaditida costituiscono un ecosistema di grande importanza. Per questo motivo l'area è stata definita Sito di Importanza Comunitaria (SIC) e fa parte della rete Natura 2000 con il codice GR1340008.